# Tuktut Nogaits nationalpark
Tuktut Nogaits nationalpark är en nationalpark i de nordöstra delarna av Northwest Territories, Kanada. Parken inrättades 1996 och det skyddade området omfattar 16 340 kvadratkilometer. Det närmaste samhället är Paulatuk. Området ligger cirka 170 kilometer norr om polcirkeln och naturen består till stor del av böljande tundra, genomkorsad av floder och kanjoner. De två största vattendragen som rinner genom området är Hornaday River och Roscoe River.
Tuktut Nogaits nationalpark är bland annat känd för att vara kalvningsområde för en stor renhjord och parkens namn, tuktut nogait, syftar på det inuitspråk (inuvialuktun) som talas av ursprungsbefolkningen i trakten (som kallas inuvialuit) på en ung individ av detta djur. Exempel på andra större däggdjur som finns i parken är myskoxe, rödräv, varg och grizzlybjörn.

## Klimat
Området där Tuktut Nogaits nationalpark ligger har arktiskt klimat, vintrarna är långa och kalla och sommaren kort. Då mycket av landskapet består av öppen, trädlös tundra är det dessutom nästan alltid blåsigt. 
Medeltemperaturen på vintern kan vara så låg som minus 26 °C, men på sommaren kan medeltemperaturen gå upp till plus 5 °C. Nederbörden är låg, i genomsnitt mellan 200 och 300 millimeter per år. 
Klimatet i de norra delarna av parken har ett mer maritimt drag på grund av närheten till Amundsen Gulf än de centrala och södra delarna där klimatet är mer kontinentalt. Detta visar sig bland annat genom att de norra delarna av parken har mer nederbörd och dimma på sommaren, medan de centrala och södra delarna har mindre dimma, lägre nederbörd och större temperaturskillnader. 

## Historia
I Tuktut Nogaits nationalpark har man hittat spår av mänsklig närvaro sedan åtminstone 1 000 år. Det finns minst 360 arkeologiskt intressanta platser identifierade, speciellt längs den norra kusten och längs områdets floder. De första människorna i området hörde troligtvis till Thulekulturen eller dess nära efterföljare. Efter dessa följde inuvialuit, som traditionellt använt området för fiske och jakt. 
Den förste europé som nådde området var den franske missionären Émile Petitot år 1867. Då området var så avsides beläget dröjde det dock innan det utforskades mer noga. Mellan 1908 och 1912 färdades upptäcktsresanden Vilhjálmur Stefánsson längs den norra kusten, under en expedition i syftet att utforska området mellan Mackenzieflodens delta och Coronation Gulf. Hudson Bay-kompaniet etablerade en utpost vid Letty Harbour 1930, men denna lades ner 1937 eftersom handeln inte blev lönsam.